# Number Seventeen
Number Seventeen is een Britse film uit 1932, geregisseerd door Alfred Hitchcock. Het verhaal is gebaseerd op een toneelstuk van J. Jefferson Farjeon. De hoofdrollen worden vertolkt door John Stuart, Anne Grey en Leon M. Lion. De titel van de film is afgeleid van het nummer van het huis dat in de film centraal staat.

## Verhaal
Een detective genaamd Barton is op zoek naar een groep overvallers die pasgeleden een juwelenroof hebben gepleegd. Zijn zoektocht brengt hem naar een te koop staand huis langs het treinspoor, dat door de overvallers blijkt te worden gebruikt als schuilplaats.
Binnen vindt Barton allereerst een lijk. Tevens blijkt er een vreemde man in het huis rond te lopen die beweert niets van het lijk te weten. Wel plundert deze man als Gilbert even niet oplet de zakken van het lijk. Niet veel later arriveren nog meer mensen, die lang niet allemaal zijn wie ze beweren te zijn. Zo ontstaat een complexe situatie waarin ook voor de kijker niet altijd even duidelijk is wie nu bij de overvallers hoort en wie aan Bartons kant staat.
Uiteindelijk ontvluchten de overvallers het huis en nemen de trein. Een achtervolging op de trein tussen Barton en de overvallers is het gevolg.

## Rolverdling
| Acteur          | Personage    |
| --------------- | ------------ |
| John Stuart     | Barton       |
| Leon M. Lion    | Ben          |
| Anne Grey       | Nora         |
| Donald Calthrop | Brant        |
| Barry Jones     | Henry Doyle  |
| Ann Casson      | Rose Ackroyd |
| Henry Caine     | Mr Ackroyd   |
| Garry Marsh     | Sheldrake    |

## Achtergrond

### Productie
Hitchcock kreeg tijdens een reis naar de Caraïben een nieuw idee voor een komische thriller. Bij zijn terugkeer in Engeland bleek echter dat Mycroft reeds een andere opdracht voor hem klaar had liggen: een verfilming van Joseph Farjeons toneelstuk. Hitchcock was ontevreden met deze opdracht daar hij het verhaal van dit toneelstuk te vol clichés vond zitten. Hij wilde liever werken aan de verfilming van John Van Drutens London Wall. Opmerkelijk genoeg wilde de regisseur die deze verfilming uiteindelijk kreeg toegewezen het liefst Number Seventeen verfilmen.
Samen met schrijver Rodney Ackland besloot Hitchcock Farjeons toneelstuk te herschrijven naar de komische thriller die hij in gedachten had.

### Ontvangst
In het boek Hitchcock/Truffaut omschreef Hitchcock Number Seventeen als "een ramp".
Bij de oorspronkelijke uitgave reageerde het publiek met verwarring en teleurstelling op Number Seventeen. Ook in latere jaren kreeg de film vooral negatieve reacties, waaronder op de website Rotten Tomatoes.
De film was jarenlang alleen in slechte kwaliteit beschikbaar, tot in 2005 Canal+ de rechten op de film kocht en Number Seventeen in een geremasterde versie uitbracht.